# 郭添清
郭添清，印度尼西亚华裔记者、作家。

## 生平
1900年2月9日出生于东爪哇的岩望，1974年5月28日在雅加达逝世。

## 著作
- 《印尼在烈火燃烧中》（Indonesia dalem Api dan Bara）[1]